# Thermalquelle

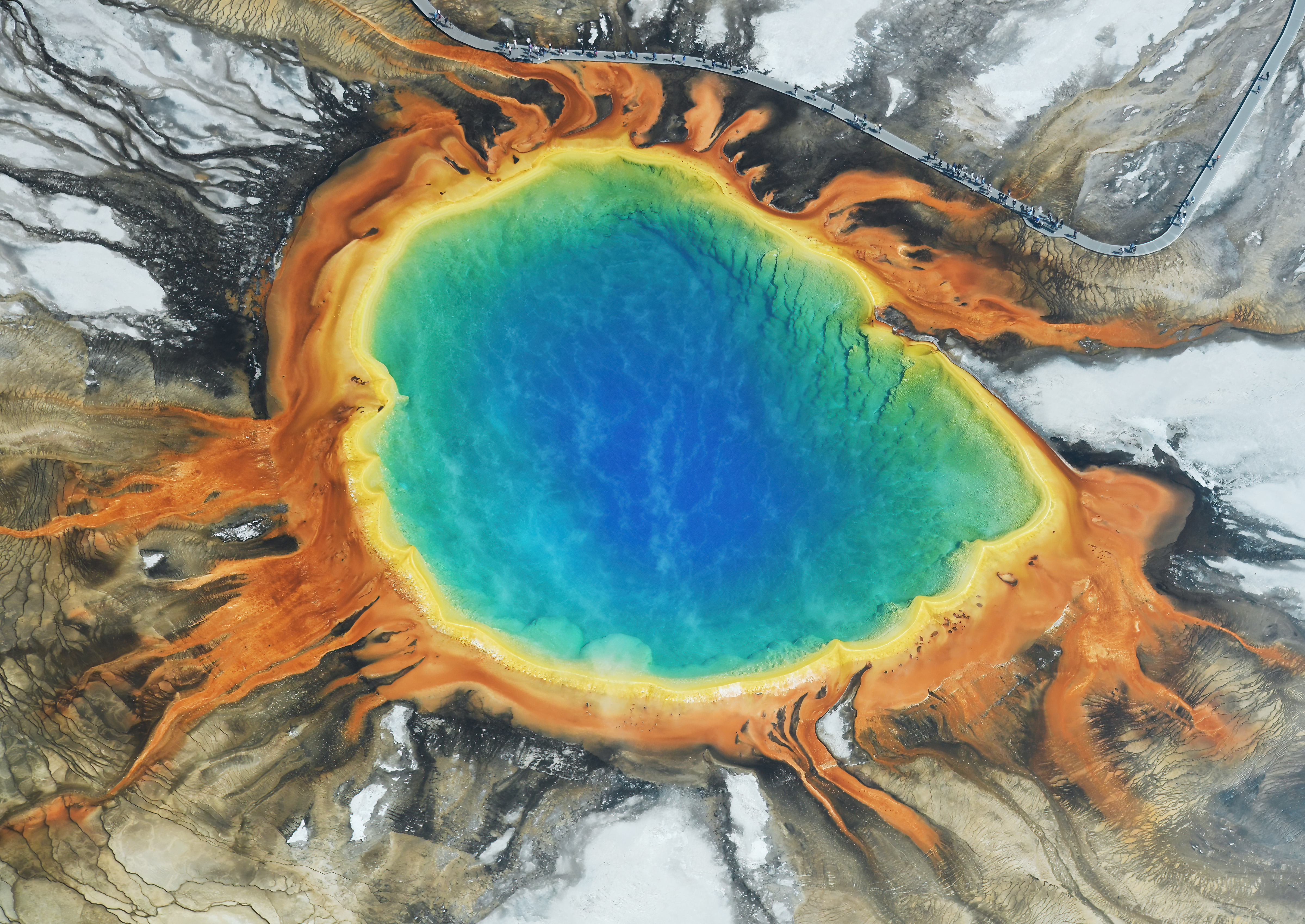
Die drittgrößte heiße Quelle der Welt: Grand Prismatic Spring im Yellowstone-Nationalpark (Durchmesser 91 m)

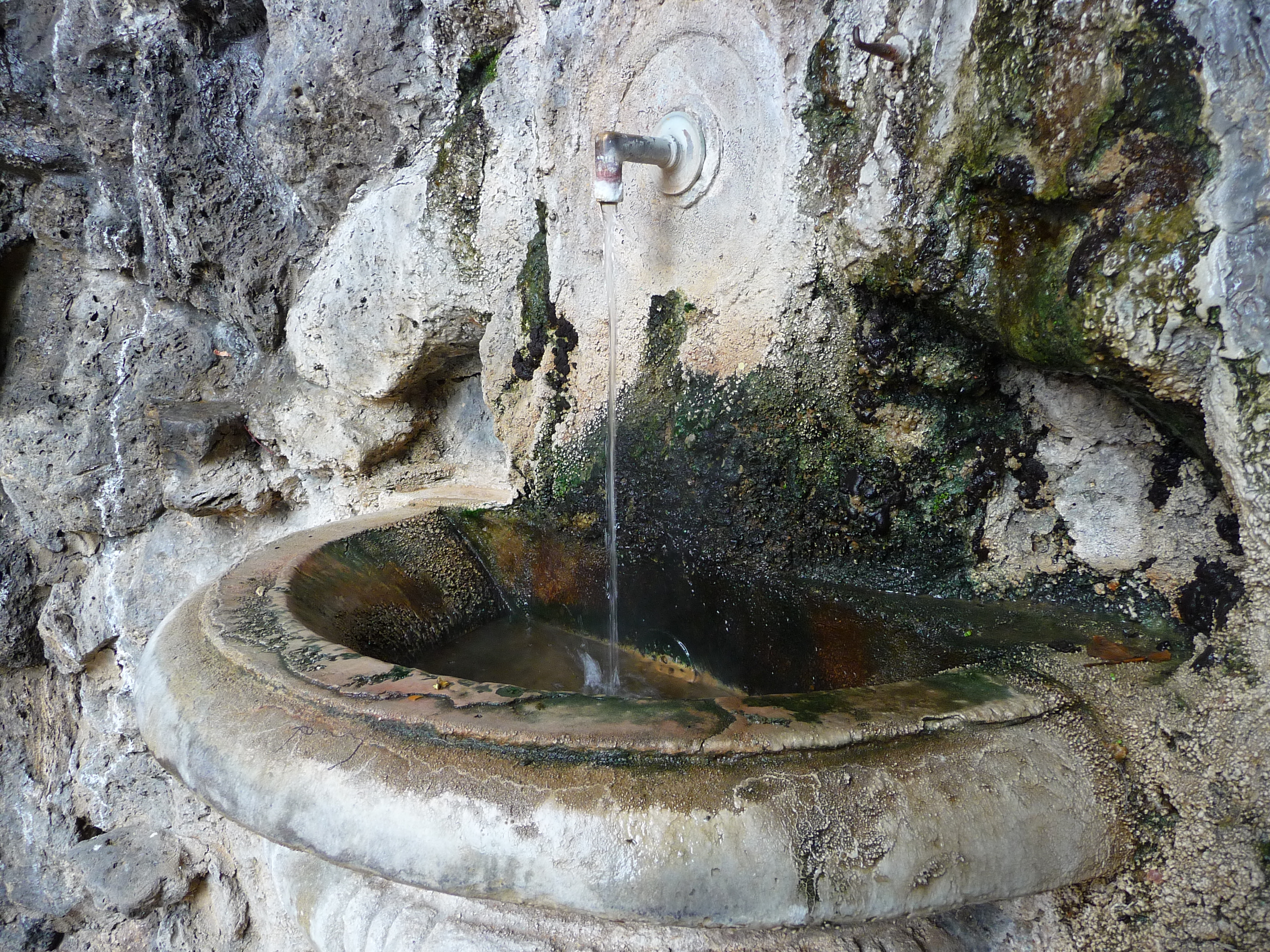
Detailansicht der Fettquelle in Baden-Baden (Natrium-Chlorid-Therme)

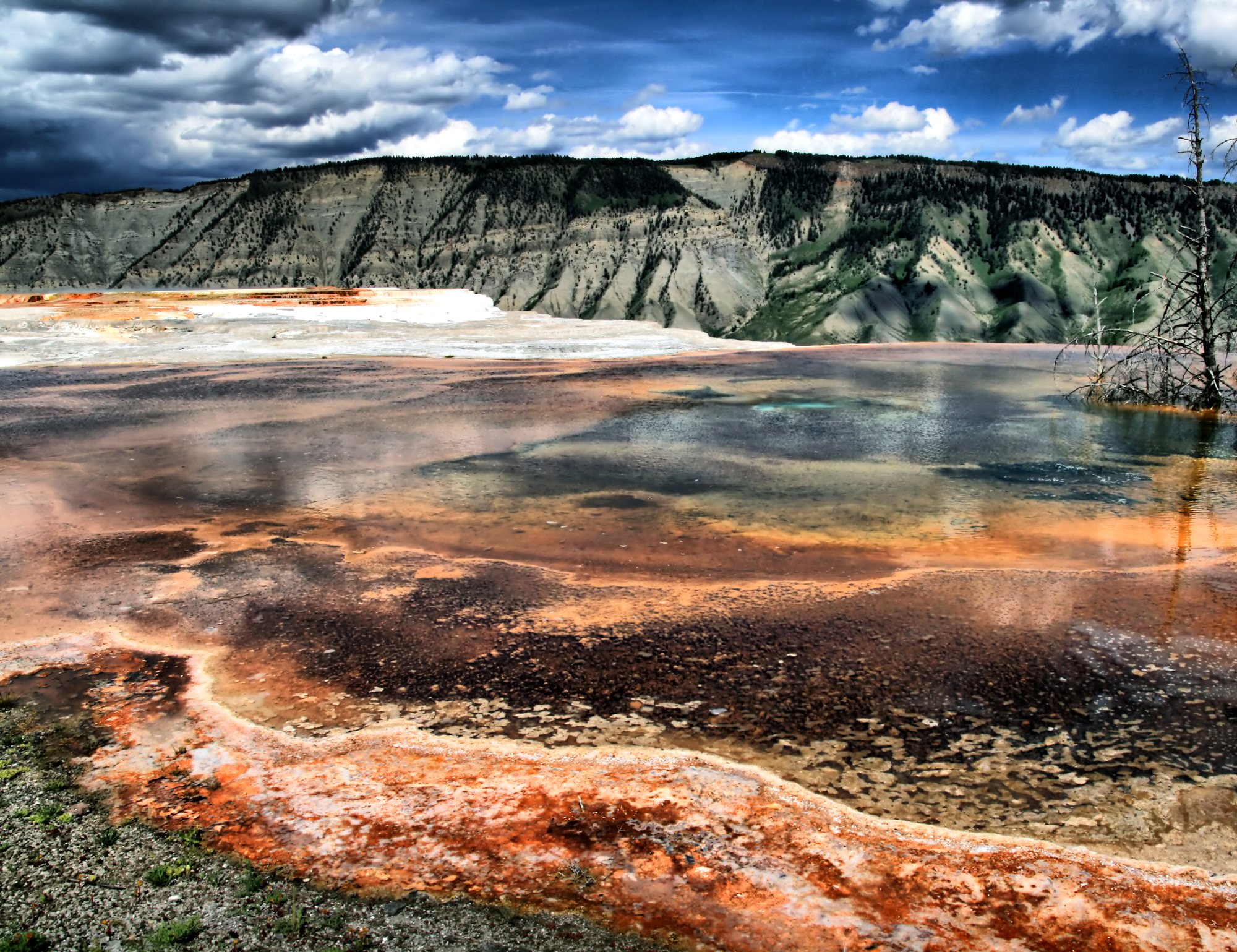
Die Mammoth Hot Springs im Yellowstone-Nationalpark

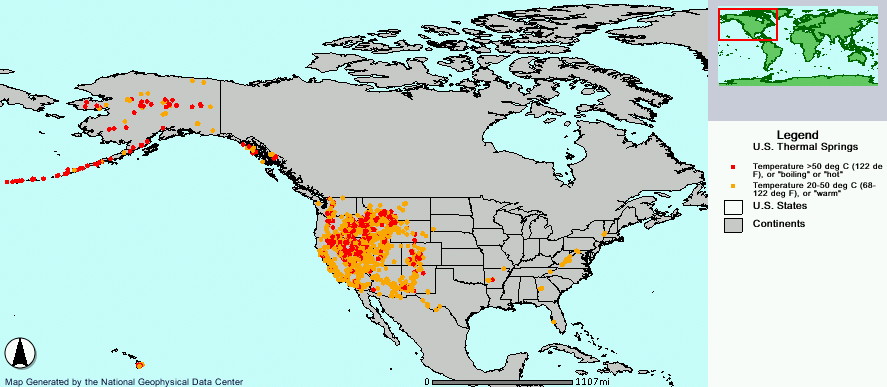
Heiße Quellen in den USA

Eine Thermalquelle ist eine Quelle, bei der Grundwasser austritt, das in der Regel signifikant wärmer ist als das umgebende oberflächennahe Grundwasser. In Deutschland und Österreich sind Grundwässer als Thermalwässer definiert, wenn ihre Temperatur am Austrittsort mehr als 20 °C beträgt.

## Entstehung und Vorkommen
Generell treten Thermalquellen in Bereichen mit erhöhter vulkanischer Aktivität (z. B. Japan, Taiwan, Island) und bzw. oder in der Nähe von tiefreichenden Strömungssystemen (z. B. Aachen, Baden-Baden) auf. Das Wasser wird unterirdisch erhitzt, entweder durch vulkanische Aktivitäten oder indem das Wasser bis in tiefere Bereiche der Erde zirkuliert und sich dort entsprechend der geothermischen Tiefenstufe erwärmt. Dabei erreichen die heißesten Quellen Europas in Bad Blumau (Tiefbohrung) 107 °C, Bad Radkersburg (Tiefbohrung) 80 °C, Chaudes-Aigues (Frankreich, natürliche Quelle) 81,5 °C, Aachen (natürliche Quelle) 74 °C, in Karlsbad (natürliche Quelle) 72 °C und in Wiesbaden (natürliche Quelle) 66 °C. In vulkanogenen Gebieten ist die Wassertemperatur teilweise nahe dem Siedepunkt. Wobei generell zu beachten ist, dass der Siedepunkt von Wasser abhängig von der Meereshöhe (dem Luftdruck) und der Menge der gelösten Stoffe ist (siehe dort) und die oben angegebenen Wassertemperaturen mitunter untereinander nicht vergleichbar sind. Beim Aufstieg an die Erdoberfläche werden meist verschiedene Gase, wie beispielsweise Schwefel-Gase oder Kohlendioxid, freigesetzt.
Das Gebiet mit der weltweit größten Konzentration von heißen Quellen an Land ist das obere Geysir-Becken im Yellowstone-Nationalpark (USA). 62 % sämtlicher heißen Quellen (mit Ausnahme der Ozeane) befinden sich dort. Das ausgedehnteste System von Thermalquellen existiert am Grund der Ozeane in den Mittelozeanischen Rücken. Island als Teil des Mittelozeanischen Rückens ist ebenfalls bekannt für seine vielen heißen Quellen.

## Färbung
Am unmittelbaren Austrittsort von heißen Quellen sind häufig  Sinterabsätze zu beobachten, die entsprechend der chemischen Struktur des Thermalwassers von weiß bis grau (Kalk), hellgelb, orange und braun (je nach Eisengehalt) bis schwarz (Mangan) gefärbt sein können.
Darüber hinaus können in Abhängigkeit von bestimmten Wassertemperaturen  Mikroorganismen wie Algen und Bakterien (zum Beispiel Cyanobakterien oder Thermus aquaticus) zu einer Verfärbung des Wassers bzw. der Sinterabsätze führen. Die Farbe, die durch viele solcher Kleinstlebewesen hervorgerufen wird, ändert sich von hellgelb über orange zu dunkelgrün.

## Lebensgemeinschaften
Thermalquellen sind generell artenarm. Grundsätzlich kann man sagen, dass „normale“ Wassertiere und -pflanzen bei Temperaturen von über 30 °C nicht dauerhaft überleben können. Thermalquellen werden daher von spezialisierten Lebensgemeinschaften besiedelt. Die Grenzwerte, bis zu denen sich spezialisierte Wasserorganismen an Hitze anpassen können, sind sehr unterschiedlich. Bei Käfern und Rädertieren liegt die äußerste Grenze bei 45–49 °C. Cyanobakterien (alias „Blaualgen“) ertragen bis zu 69 °C, fadenförmige Bakterien (Leptothrix thermalis) bis zu 77,5 °C. Siedende Thermalquellen sind an der Erdoberfläche weitgehend frei von Organismen. Heiße Quellen am Boden der Tiefsee können jedoch noch bei sehr viel höheren Temperaturen von Bakterien besiedelt werden, da bei dem hohen Umgebungsdruck das Wasser nicht siedet (s. u.). Hier finden sich besonders einzigartige und erst in jüngerer Zeit erforschte Lebensgemeinschaften (siehe Schwarze Raucher).
Heißes Wasser enthält außerdem wenig gelösten Sauerstoff, wohingegen die hohe Temperatur den Sauerstoffbedarf der meisten Organismen stark erhöht. Viele Organismen leiden daher an Sauerstoffmangel. Manche Arten lösen dieses Problem jedoch, indem sie zum Atmen auftauchen, wie etwa Wasserlungenschnecken oder Wasserkäfer.
Viele Thermalquellen enthalten außerdem gelösten Schwefelwasserstoff, der mit gelöstem Sauerstoff reagiert und somit den Sauerstoffgehalt weiter hinabsetzt. Für viele Organismen ist Schwefelwasserstoff darüber hinaus an sich schon giftig. Zahlreiche Bakterien (z. B. Beggiatoa arachnoidea alias Oscillatoria arachnoidea, Beggiatoa nivea alias Thiothrix nivea) und manche Blaualgen (Spirulina sp., Oscillatoria chlorina) sind jedoch imstande, Schwefelwasserstoff nicht nur zu ertragen, sondern sogar als Energiequelle für ihr eigenes Wachstum zu benutzen. In schwefelhaltigen Thermalquellen kommen solche Organismen in der Regel massenhaft vor. Manche Grünalgen wie Cosmarium laeve können Schwefelwasserstoff zwar nicht nutzen, ertragen ihn aber und sind daher auch in Schwefelquellen zu finden. Vor diesem Hintergrund werden Hydrothermalquellen auch im Zusammenhang mit der Entstehung des Lebens auf der Erde diskutiert.
Im Ablauf einer Thermalquelle herrschen meist gemäßigtere und viel günstigere Bedingungen. Das Wasser ist warm, aber nicht mehr heiß, durch die Bewegung mit Sauerstoff angereichert, und es gibt keine jahreszeitlichen Temperaturschwankungen. Man findet daher im Ablauf von Thermalquellen der gemäßigten Zone bisweilen Arten, die sonst nur in den Subtropen oder Tropen vorkommen. In der Thermalquelle in Baden bei Wien gilt das etwa für das Sauergras Cyperus longus.

## Spezielle heiße Quellen

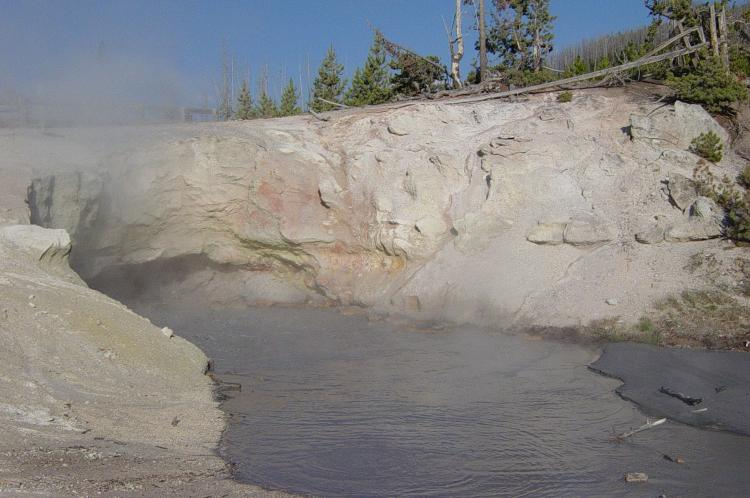
Heiße Quelle, Yellowstone

Beim Geysir handelt es sich um eine spezielle Art von heißen Quellen, bei dem das Wasser in regelmäßigen oder unregelmäßigen Abständen als Fontäne schwallartig nach oben gedrückt wird und hochspritzt. Fumarolen sind heiße Quellen, bei denen das Wasser in Form von Dampf entweicht. Ist das austretende Wasser mit Schlamm und Ton vermischt, so spricht man von einem Schlammtopf.
Vermischt sich das Wasser einer Thermalquelle im Untergrund mit kühlerem, vom Niederschlag beeinflusstem Grundwasser, entsteht eine warme Quelle.
Fast alle heißen Quellen auf der Welt enthalten Süßwasser. Die drei einzigen (bekannten) heißen Salzwasserquellen finden sich in Italien am Vesuv, auf der japanischen Insel Hokkaidō und auf der taiwanischen Insel Lü Dao („Grüne Insel“).

### Quellen am Grund der Tiefsee

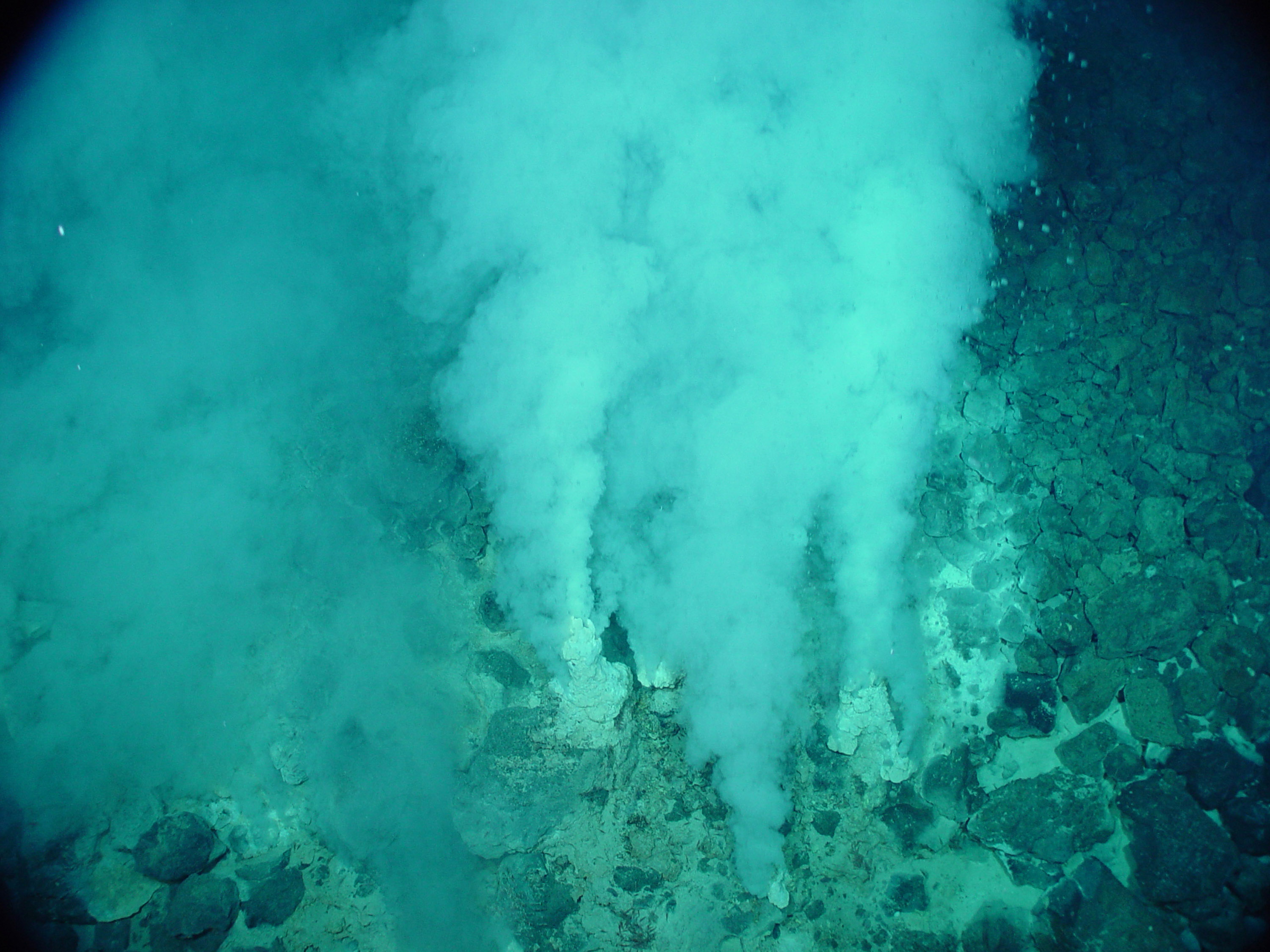
Weißer Raucher (White Smoker) des untermeerischen Vulkans Eifuku (Japan)

## Nutzung

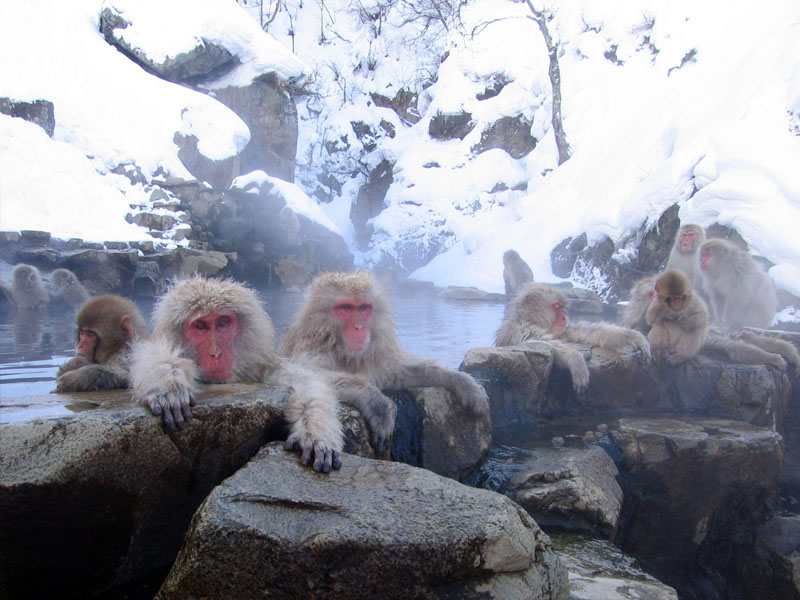
Affen beim Baden im Jigokudani-Affenpark (Yamanouchi, Präfektur Nagano)

## Siehe auch

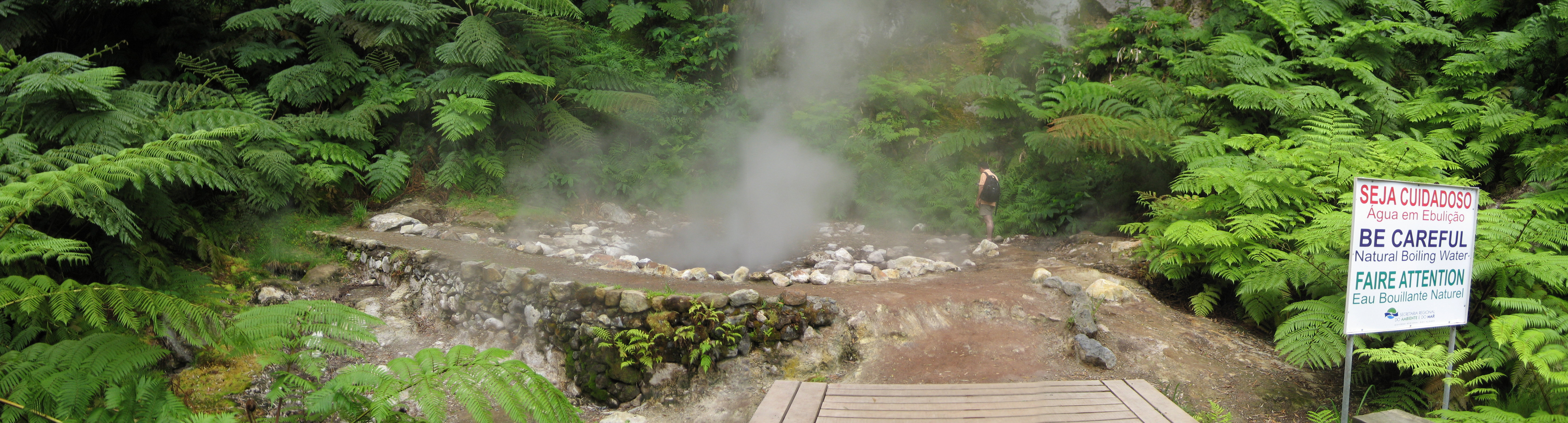
Heiße Quellen bei Caldeira Velha auf Sao Miguel/Azoren